# پراتوریوم
پراتوریوم (praetorium) در اصل اشاره به چادر یک ژنرال در داخل یک کاستروم (اردوگاه) رومی دارد، و از عنوان پرایتور که یک کلانتر (روم) را مشخص می‌کرد، گرفته شده بود.